# Nevrina procopia
Nevrina procopia (лат.) — вид чешуекрылых насекомых из семейства огнёвок-травянок (Crambidae). Встречается в Юго-Восточной Азии.

## Описание
Молевидные чешуекрылые средних размеров (2—3 см). Тело белое снизу и уплощенное темно-желтое на груди, крылья имеют те же цвета и отметины, что и на верхней стороне, перламутрово-блестящие. Антенны нитевидные, хоботок свернут, ноги длинные. Вид был впервые описан в 1781 году. Оба крыла с основанием частично красновато-охристым; наружные две трети полосатые с блестящим пурпурно-синевато-коричневым цветом по жилкам, оставляя очень тонкие промежуточные белые линии; переднее крыло с черным пятном у основания косты и суббазальным пятном под ячейкой. Грудь, голова, пальпы, пектус и средние голени красновато-охристые; брюшко белое с дорсальной и боковыми черными полосами; грудь и брюшко снизу белые; передние ноги, средние и задние бедра, полоса на середине задних голеней и их лапки синевато-бирюзовые.
В 2020 году на острове Амами-Осима (Amami Ôshima Is., Япония) обнаружено одиночное паразитирование перепончатокрылого наездника Colastomion formosanum из подсемейства Rogadinae (Braconidae, Hymenoptera) на гусенице Nevrina procopia, питающейся на Turpinia ternata Nakai (Staphyleaceae).